# Pat Carey
Pat Carey (né le 9 novembre 1947) est un homme politique irlandais du Fianna Fáil. Il est Teachta Dála (TD) pour la circonscription Dublin Nord-Ouest de 1997 à 2011. Il est ministre de la Communauté, de l'Égalité et des Affaires du Gaeltacht de 2010 à 2011, ainsi que whip en chef du gouvernement de 2008 à 2010.

## Jeunesse
Carey est né à Castlemaine, dans le Comté de Kerry, en 1947. Il fait ses études au Presentation Brothers College, Milltown, comté de Kerry et va au St. Patrick's College de Drumcondra, Dublin pour compléter sa formation d'enseignant. Il étudie ensuite à l'University College Dublin et au Trinity College Dublin où il obtient un baccalauréat ès arts et un H.Dip en éducation. Avant d'entrer en politique, Carey est professeur dans une école nationale et directeur adjoint.
Depuis qu'il a quitté ses fonctions, Carey s'est déclaré gay et a exprimé son soutien au référendum sur l'égalité du mariage de 2015, déclarant : « Mon seul regret est de ne pas avoir eu le courage ou la confiance nécessaire pour [faire mon coming-out en politique]".

## Carrière politique
Carey entre en politique locale en 1985 lorsqu'il est élu au conseil municipal de Dublin pour la région de Finglas. Il reste membre du conseil jusqu'à la suppression du double mandat en 2003. Il est élu député Fianna Fáil pour la circonscription de Dublin Nord-Ouest aux élections générales de 1997, battant la députée du Fine Gael Mary Flaherty pour remporter un deuxième siège pour le Fianna Fáil dans la circonscription à 4 places. Il est réélu aux élections générales de 2002.
Réélu aux élections générales de 2007, il est nommé ministre d'État au ministère des Affaires communautaires, rurales et Gaeltacht, avec une responsabilité particulière pour la stratégie antidrogue et les affaires communautaires. Lorsque Brian Cowen devient Taoiseach en mai 2008, Carey est nommé ministre d'État au département du Taoiseach avec la responsabilité de whip en chef du gouvernement et de la citoyenneté active et comme ministre d'État au ministère de la Défense.
Le 23 mars 2010, il est nommé ministre de la Communauté, de l'Égalité et des Affaires Gaeltacht,. Le 20 janvier 2011, Carey est également nommé ministre des Transports, à la suite de la démission de Noel Dempsey,. Le 23 janvier 2011, Carey est nommé ministre des Communications, de l'Énergie et des Ressources naturelles, à la suite de la démission d'Eamon Ryan.
Il perd son siège aux élections générales de 2011.
En novembre 2015, Carey démissionne de son poste de directeur des élections du Fianna Fáil,.